# Flora & Paris
Flora & Paris (pisano tudi Flora in Paris) je slovenska glasbena skupina. Pri svoji glasbi dajejo poudarek na akustični zvok, žanrsko pa gre za akustični pop s primesmi džeza in etna. 

## Zgodovina
Ideja za skupino se je porodila trem članom Orleka Juretu Toriju, Mateju Feletu in Mitji Toriju, ki so si zaželeli samostojnejšega ustvarjanja in drugačnega zvoka. V sredini leta 2012 so začeli z aranžiranjem glasbenih stvaritev J. Torija in Feleta, ki sta tudi sicer avtorja glasbe skladb skupine. Po več mesecih vaj kot trio so k sodelovanju povabili vokalistko Floro Emo Lotrič, ki so jo opazili v oddaji Misija Evrovizija, na začetku leta 2013 pa sta se jim pridružila še tolkalist in bobnar Blaž Celarec ter saksofonistka Tjaša Perigoj. Ime so si nadeli po (prvi) vokalistki in grškem mitološkem junaku Parisu.
Svoj prvi singel z naslovom »Jutranja zarja« so predstavili marca 2013. Istega leta so bili izbrani za mecensko nagrado Pivovarne Laško, se z »Vse si ti« udeležili festivala Slovenska popevka in izvedli svoj prvi nastop v tujini, in sicer na festivalu Jazzwerkstatt, ki je potekal v Gradcu v gledališču Orpheum Extra.
Jeseni 2014 so izdali svoj prvenec Jutranja rosa z 10 avtorskimi komadi, ki so ga predstavili na koncertu v Klubski dvorani Cankarjevega doma 6. novembra 2014. Spomladi 2015 je Lotričevo (ta je skupino zapustila zaradi študijskih obveznosti) zamenjala Patricija Škof. Prva skladba, ki so jo z njo posneli, je bila nova različica »Najinega dne«. S Škofovo so ponovno nastopili na Popevki v okviru Dnevov slovenske zabavne glasbe 2016 (»Naša bajta«).
Od sredine leta 2016 je pevec skupine Žan Libnik, drugouvrščeni v 5. sezoni Slovenija ima talent, Celarca pa je nadomestil Peter Jeretina. 

## Člani
- Žan Libnik (vokal)
- Jure Tori (klavir, harmonika)
- Peter Jeretina (bobni, tolkala)
- Matej Fele (akustična kitara)
- Tjaša Perigoj (saksofon, flavta)
- Mitja Tori (bas kitara)

## Diskografija
Albumi
- 2014: Jutranja rosa

Singli
- 2013: Jutranja rosa
- 2013: Vse si ti
- 2013: Olje in voda
- 2014: To je plan
- 2014: Najdi me pesem
- 2015: Najin dan (s Patricijo Škof)
- 2015: Božična
- 2016: Naša bajta
- 2016: Moja boginja

## Festivali
Slovenska popevka
- 2013: Vse si ti
- 2016: Naša bajta